# Bazartete (Aldeia)
Bazartete ist eine osttimoresische Aldeia im Suco Fatumasi (Verwaltungsamt Bazartete, Gemeinde Liquiçá). 2015 lebten in der Aldeia 787 Menschen.
Bazartete nimmt das Zentrum und den Süden des Sucos Fatumasi ein. Nordwestlich liegt die Aldeia Legumea, nördlich die Aldeia Durubasa und nordöstlich die Aldeia Metir. Im Osten grenzt Bazartete an den Suco Fatumasi, im Süden an den Suco Leorema und im Westen an den Suco Metagou. Die Grenze zu Fatumasi bildet der Oberlauf des Failebos. An der Westgrenze fließt der Hatunapa, ein Quellfluss des Carbutaeloa.
Im Zentrum liegt das Dorf Bazartete, nördlich schließt sich der Ort Fatumasi an. Viele Häuser liegen abseits der Straßen. Neben dem Sitz des Sucos und des Verwaltungsamtes stehen im Dorf Bazartete eine Grundschule, eine Polizeistation, einen Hubschrauberlandeplatz und ein kommunales Gesundheitszentrum. Eine zweite Grundschule liegt in Fatumasi.
2023 wurde Carlito Gomes zum Chefe de Aldeia gewählt.